# Jean Margéot
Jean Margéot (Quatre-Bornes, 3 de fevereiro de 1916 — Port-Louis, 17 de julho de 2009) foi um bispo e cardeal católico da Maurícia.

## Vida pregressa
Filho de Joseph Margéot e Marie Harel, Margéot estudou no Collège Père-Laval (mais tarde Collège du St. Esprit) e no Collège Royal, Port-Louis; em 1933, foi admitido no Pontifício Seminário Francês, em Roma; fez seus estudos eclesiásticos na Pontifícia Universidade Gregoriana, obtendo a licenciatura em filosofia e em teologia.

### Sacerdócio
Ordenado em 17 de dezembro de 1938, na basílica patriarcal de Latrão, em Roma. Retornou a Maurício em 25 de agosto de 1939. Em 1939, foi nomeado vigário paroquial em La Visitation, em Vacoas, onde rapidamente organizou a Associação da Juventude Católica. Em 28 de abril de 1940, foi nomeado diretor espiritual da Legião de Maria, que promoveu com grande sucesso em todo o país. Mais tarde, foi vigário em St.Pierre-ès-Liens, Moka; em Ste. Thérèse, Curepipe; em Notre Dame du Rosaire, Quatre Bornes; em St. Sauveur; em Bambous; e na catedral de St. Louis. No final de 1945, a convite do Bispo François Émile Marie Cléret de Langavant, CSSp., de Saint-Denis, foi para a Reunião para fundar a Legião de Maria.
Em 1947, Padre Jean representou a diocese em Antananarivo nas celebrações da canonização de São Luís Maria Grignion de Montfort. Em 29 de dezembro de 1947, foi nomeado secretário da Autoridade de Educação Católica Romana, com residência no presbitério da catedral; em 20 de junho de 1952, tornou-se seu presidente. Fundador dos "Foyers de Notre Dame" em 1953. Fundador do "Foyer Monsignor Murphy", para a formação do clero nativo. Foi administrador da diocese durante a doença do Bispo Daniel Liston, CSSp. Tornou-se o primeiro vigário-geral mauriciano da diocese de Port Louis em 1º de abril de 1956; ocupou o cargo até 1º de junho de 1968; Vigário capitular, 1º de junho de 1968, após a renúncia do bispo Liston; ocupou o cargo até 6 de fevereiro de 1969.
Prelado doméstico de honra de Sua Santidade, 19 de setembro de 1956. Na mesma data, foi nomeado prelado da Maison du Pape. Pároco da paróquia Notre-Dame-de-Lourdes, Rose-Hill, quando essa importante paróquia de Plaines-Wilhems passou dos padres jesuítas para o clero diocesano em outubro de 1957. Devido às longas ausências do bispo Liston em Roma durante as sessões do Concílio Vaticano II, Monsenhor Margéot esteve intimamente associado à direção da diocese. Em 1963, fundou a Ação Familiar para enfrentar os problemas criados pelo aumento populacional. Nomeado membro da Pontifícia Comissão para a Família, participou de duas de suas sessões em Roma. No início de 1968, quando o país vivia graves distúrbios sociais relacionados à sua independência, ele era o pastor de confiança que ouvia atentamente a comunidade católica. Da mesma forma, garantiu o progresso bem-sucedido da Igreja dentro do novo Estado mauriciano, recém-criado. Na Quaresma de 1969, ele pediu ao clero e aos fiéis que trabalhassem pelo desenvolvimento do país.

## Episcopado
Eleito bispo de Port Louis em 6 de fevereiro de 1969. Consagrado em 4 de maio de 1969, no santuário de Marie-Reine-de-la-Paix, Port Louis, por Paolo Mosconi, pró-núncio em Madagascar, assistido por Angelo Innocent Fernandes, arcebispo de Delhi, e por Georges-Henri Guibert, CSSp., bispo de Saint-Denis-de-La Réunion; 80 mil pessoas compareceram à cerimônia, que foi considerada a mais importante da história da cidade até então. Seu lema episcopal era Non ministrari sed ministrare.
Nomeado assistente no Trono Pontifício em 10 de outubro de 1972. Monsenhor Margéot participou da Quinta Assembleia Ordinária do Sínodo dos Bispos, Vaticano, 1980; da Segunda Assembleia Extraordinária do Sínodo dos Bispos, Vaticano, 1985. Presidente da Conferência Episcopal do Oceano Índico, 1985-1989.

## Cardinalato
Criado cardeal-presbítero no consistório de 28 de junho de 1988, recebendo o barrete vermelho e o título de S. Gabriele Arcangelo all'Acque Traversa. Participou da Oitava Assembleia Ordinária do Sínodo dos Bispos, Vaticano, 1990. Renunciou ao governo pastoral da diocese de Port-Louis em 15 de fevereiro de 1993. Foi residir no Convento de Bonne Terre, onde continuou a dar retiros e conferências; em outubro de 2005, foi acometido por uma doença grave; após um período de convalescença, retomou todas as suas atividades normais.
Em 1995 foi peregrino no santuário mariano de Medjugorje juntamente com o Cardeal Emmanuel Wamala. Cardeal Margéot participou da Assembleia Especial do Sínodo dos Bispos para a África, Vaticano, 1994. Enviado papal especial à celebração do 150º aniversário da evangelização da Nova Caledônia, Numea, em 22 de maio de 1994. Perdeu o direito de participar do conclave ao completar oitenta anos, em 3 de fevereiro de 1996. Grande Oficial da Ordem da Estrela e da Chave, em 12 de março de 1997. Em fevereiro de 1999, desempenhou um importante papel de mediador para acalmar os distúrbios que afetavam o país. Foi o primeiro bispo e o primeiro cardeal de Maurício.
Cardeal Jean Margéot faleceu na sexta-feira, 17 de julho de 2009, às 9h40, horário local, em seu quarto no pavilhão situado no convento das Filles de Marie, Bonne-Terre, Vacoas. Embora ainda mentalmente lúcido, sua saúde havia se deteriorado desde o derrame que sofreu em 2005. Seu corpo foi levado para a catedral de St. Louis; a missa de funeral foi celebrada no domingo, 19 de julho, ao meio-dia, no Santuário de Marie-Reine-de-la-Paix; o corpo do cardeal foi retirado da catedral às 11h. Um dia nacional de luto foi decretado pela República de Maurício para a ocasião. O sepultamento ocorreu no coro da catedral.